# Денисьев, Виталий Николаевич
Виталий Николаевич Денисьев (24 октября 1895, Орёл, Орловская губерния, Российская Империя — 25 февраля 1968, Москва, СССР) — русский и советский библиографовед, библиотековед, библиотечный деятель, библиофил, педагог и поэт.

## Биография
Родился 24 октября 1895 года в Орле. В 1913 году поступил на классическое отделение Нежинского историко-филологического института, который он окончил в 1918 году. Будучи выпускником, в 1915 году стал работать библиотекарем, при этом в 1923 году был переведён в Москву и работал в различных учреждениях. Являлся специалистом самого широкого профиля и энциклопедически образованным человеком, владел 8 языками, увлекался литературой и математикой и прочими научными и культурными дисциплинами.
Скончался 25 февраля 1968 года в Москве.

## Научные работы
Основные научные работы посвящены усовершенствованию библиографических и библиотечных дисциплин. Автор свыше 130 научных работ, брошюр и статей по библиотековедению.